# Ледісміт (Вісконсин)
Ледісміт (англ. Ladysmith) — місто (англ. city) в США, в окрузі Раск штату Вісконсин. Населення — 3216 осіб (2020).

## Географія
Ледісміт розташований за координатами 45°27′40″ пн. ш. 91°5′51″ зх. д. / 45.46111° пн. ш. 91.09750° зх. д. (45.460974, -91.097573).  За даними Бюро перепису населення США в 2010 році місто мало площу 11,87 км², з яких 10,90 км² — суходіл та 0,97 км² — водойми.

## Демографія
Згідно з переписом 2010 року, у місті мешкало 3414 осіб у 1527 домогосподарствах у складі 806 родин. Густота населення становила 288 осіб/км².  Було 1667 помешкань (140/км²).
Расовий склад населення:
| - 96,3 % — білих - 0,8 % — корінних американців - 0,6 % — чорних або афроамериканців - 0,6 % — азіатів |

До двох чи більше рас належало 1,2 %. Частка іспаномовних становила 1,6 % від усіх жителів.
За віковим діапазоном населення розподілялося таким чином: 22,3 % — особи молодші 18 років, 54,7 % — особи у віці 18—64 років, 23,0 % — особи у віці 65 років та старші. Медіана віку мешканця становила 43,8 року. На 100 осіб жіночої статі у місті припадало 83,9 чоловіків;  на 100 жінок у віці від 18 років та старших — 81,0 чоловіків також старших 18 років.
Середній дохід на одне домашнє господарство  становив 44 221 долар США (медіана — 35 606), а середній дохід на одну сім'ю — 51 515 доларів (медіана — 38 800). Медіана доходів становила 31 058 доларів для чоловіків та 31 310 доларів для жінок. За межею бідності перебувало 20,1 % осіб, у тому числі 31,0 % дітей у віці до 18 років та 14,7 % осіб у віці 65 років та старших.
Цивільне працевлаштоване населення становило 1458 осіб. Основні галузі зайнятості: виробництво — 26,1 %, освіта, охорона здоров'я та соціальна допомога — 23,8 %, роздрібна торгівля — 19,5 %.